# 金银河水库
金银河水库，位于中国广东省罗定市生江镇境内，是罗定江支流上的一座中型水库。于1975年10月开始兴建，1984年9月主体投入运行。水库控制流域面积721平方千米，总库容4148万立方米。大坝为均质土坝，主坝坝高54.5米，坝长368米，坝顶宽7米。水库以灌溉为主，兼顾防洪、发电。坝后一级电站装机容量5000千瓦，二级电站装机容量3000千瓦。